# Аупоури
Аупоури (англ. Aupouri Peninsula) — самый северный полуостров Новой Зеландии, оконечность массивного полуострова Окленд. По своему происхождению является томболо. Административно входит в состав района Фар-Норт региона Нортленд.

## География
Длина полуострова составляет около 88 километров, максимальная ширина — до 31 километра, средняя ширина — около 12 километров, площадь — около 1400 км², высшая точка — 281 метр над уровнем моря. С запада омывается Тасмановым морем, с востока — Тихим океаном.
Крупнейшие населённые пункты — Хоухора (ок. 800 жителей) и Авануи (ок. 350 жителей), всего же на полуострове проживает около 1600 человек. По этой причине дорог на Аупоури практически нет, за исключением Федерального шоссе № 1, строительство которого было окончено в 2010 году именно в северной части страны. Полуостров наиболее известен своим 90-мильным пляжем, протянувшимся примерно на 80 километров почти идеальной прямой вдоль всего западного берега. На севере полуострова находятся несколько живописных мысов, например, Мариа-ван-Дьемен, Норт-Кейп, Реинга, Сурвилл-Клиффс.
Своё название полуостров получил в честь одного из племён аборигенов-маори — те-аупоури.
- 90-мильный пляж
- Причал в Хоухоре[англ.] — крупнейшем населённом пункте полуострова
- Мыс Реинга
- Бухта Тапотупоту